# Пожар в доме престарелых в Краснодарском крае (2007)
Пожар в доме престарелых произошёл в ночь на 20 марта 2007 года в станице Камышеватская (Ейский район, Краснодарский край). В результате пожара 62 человека погибли и 35 человек пострадали.

## Ход событий
Пожар в двухэтажном кирпичном спальном корпусе дома престарелых возник около часа ночи, когда все обитатели уже спали. Тревогу первым поднял сторож. Сигнал о возгорании поступил на пульт дежурного в Ейске в 1:11, однако пожарные прибыли на место происшествия почти через час, так как в станице пожарных подразделений нет: последняя пожарная часть была закрыта перед новым годом, а ближайшая находится в городе Ейске в 50 километрах от станицы, тогда как по существующим нормативам она не должна быть дальше трёх километров от населённого пункта. Когда пожарные прибыли на место, весь первый этаж здания уже был охвачен пламенем.
К 03:00 пожарным удалось локализовать возгорание, а к 05:00 пожар был полностью потушен. Его площадь составила около 1000 квадратных метров. В здании дома для престарелых вплоть до этой ночи вёлся ремонт, который по плану должен был быть завершён через два дня, при этом проживавших в доме людей на время работ никуда не переселили. Незавершёнными строительные работы оставались только в комнате на первом этаже спального корпуса, в которой произошло возгорание и которая не была оборудована системой сигнализации.
В здании во время возгорания находились 93 жильца, а также дежурили три санитарки и одна медсестра. Когда начался пожар, персонал не смог найти ключи и открыть эвакуационный выход. На помощь пришли местные жители, которые до приезда пожарных помогали эвакуировать людей, однако им удалось помочь лишь немногим — в результате пожара погибло 62 человека, в том числе медсестра, ещё 35 получили ранения, 30 из них были доставлены в больницы. 28 человек, сгоревших при пожаре, были лежачими больными.

## Расследование
Система пожарного оповещения, смонтированная не до конца, срабатывала три раза, однако сторож, находящийся вне здания, дважды не обратил на внимания на сигнал и сообщил о возгорании в пожарную охрану, лишь когда увидел пламя. Пожар был только на первом этаже, люди на втором этаже погибли из-за сильного задымления, так как панели, которыми были обиты стены, при горении выделяли ядовитые газы.
Как оказалось, в январе 2006 года была произведена плановая проверка пожарной безопасности здания дома престарелых, по её итогам были составлены два протокола о нарушениях, в рамках которых предписывалось провести 36 мероприятий. Госпожарнадзор предписал устранить обнаруженные на объекте нарушения, однако повторная проверка, проведённая в декабре 2006 года, установила факт шести невыполненных мероприятий.
Дом престарелых был оштрафован и привлечён к административной ответственности как юридическое лицо. Среди нарушений значились частично смонтированная система оповещения, отсутствие средств защиты органов дыхания у медперсонала, а также отсутствие необходимого количества огнетушителей. Кроме того, перегородки внутри здания не были заменены на негорючие.
По факту пожара возбуждено уголовное дело по части 3 статьи 109 Уголовный Кодекс Российской Федерации (причинение смерти по неосторожности двум или более лицам). Отрабатываются три версии происшествия: неосторожное обращение с огнём, короткое замыкание проводки и поджог. По мнению МЧС Российской Федерации, массовой гибели людей в доме престарелых в Краснодарском крае способствовало позднее сообщение о пожаре, неправильные действия персонала и удалённость пожарной части.
17 февраля 2009 года директора дома-интерната Галину Корвель приговорили к 3,5 года колонии-поселения, а её заместителя — к 4 годам.

## Реакция
21 марта в России был объявлен национальный траур в связи с пожаром и аварией на шахте «Ульяновская» в Кемеровской области и катастрофой Ту-134 в аэропорту Самары.